# Travada

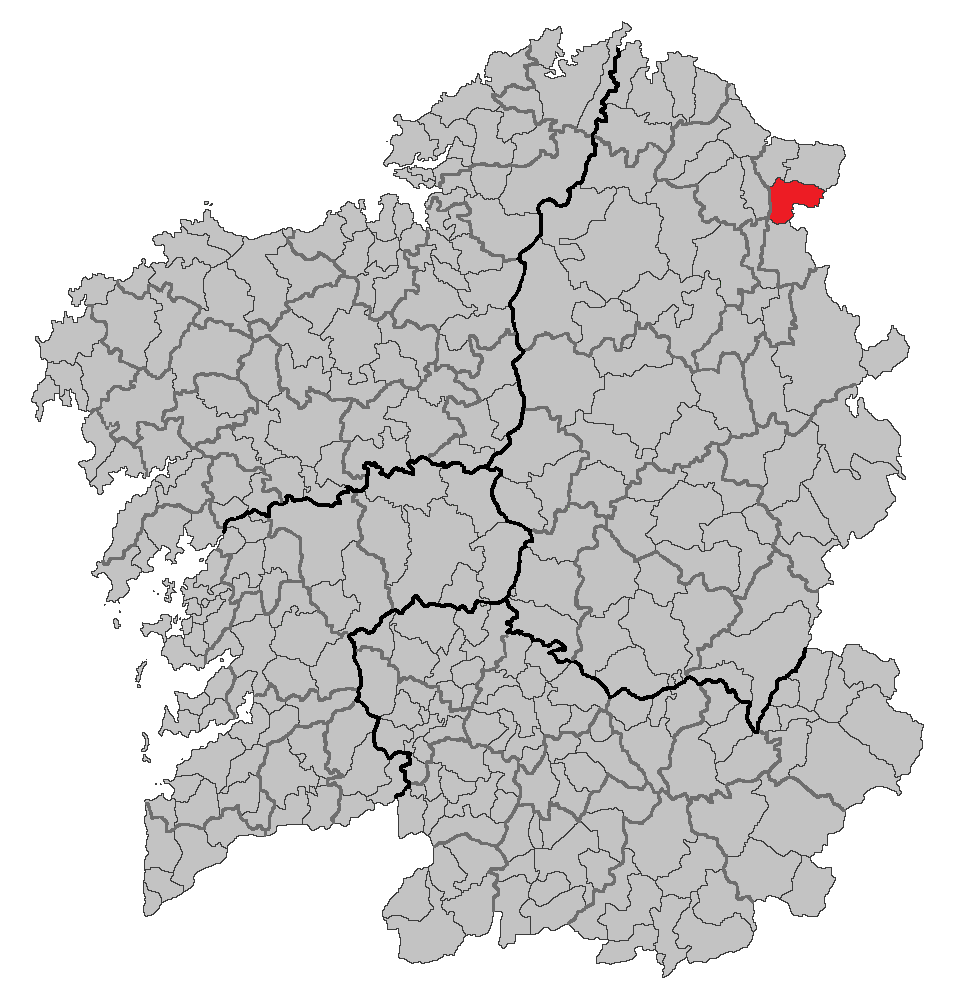
Localização de Trabada

Travada (em galego: Trabada) é um município da Espanha na província de Lugo, comunidade autónoma da Galiza, de área  km² com população de 1451 habitantes (2007) e densidade populacional de 18,77 hab/km².

## Demografia
| Variação demográfica do município entre 1991 e 2004 | Variação demográfica do município entre 1991 e 2004 | Variação demográfica do município entre 1991 e 2004 | Variação demográfica do município entre 1991 e 2004 |
| --------------------------------------------------- | --------------------------------------------------- | --------------------------------------------------- | --------------------------------------------------- |
| 1991                                                | 1996                                                | 2001                                                | 2004                                                |
| 2046                                                | 1817                                                | 1591                                                | 1552                                                |